# آنتونی سالیس
آنتونی سالیس (انگلیسی: Anthony Salis؛ زادهٔ ۱۳ اکتبر ۱۹۸۸) بازیکن فوتبال اهل فرانسه است.
از باشگاه‌هایی که در آن بازی کرده‌است می‌توان به باشگاه فوتبال آژاکسیو اشاره کرد.